# KOI-13
KOI-13 AB (CCDM J19079+4652AB, ADS 12085 AB, AG+46 1424, BD+46 2629, GSC 03542-00064, IDS 19050+4643 AB, KIC 9941662, 2MASS J19075308+4652061, PPM 57894, SAO 48118, TYC 3542-64-1, WDS J19079+4652AB) — двойная звезда в созвездии Лиры, на расстоянии около 627 парсек от Земли. Вокруг звезды обращается, как минимум одна экзопланета — KOI-13 b
Главная компонента — KOI-13 А, представляет собой звезду типа белый карлик с температурой поверхности 8511 °К. Радиус и масса Kepler-38 А больше в 2,55 и 2,05 раза солнечного соответственно. Второй компонент — KOI-13 B, предположительно представляет собой звезду типа белый карлик. Радиус и масса Kepler-38 B составляет всего 2,38 и 1,95 от радиуса и массы Солнца соответственно.

## Планетная система
Вокруг главного компонента двойной звезды KOI-13 AB — KOI-13 A обращается, как минимум одна экзопланета — газовый гигант KOI-13 b. Экзопланета принадлежит к классу или горячих юпитеров или коричневых карликов.
| b | 8,3 | 1,83 | 1,7637 | 0,0367 | 0 | 3257 |